# Trigeneridade

Bandeira do orgulho trigênere ou visibilidade trigênera.

Trigénero (português europeu) ou trigênero (português brasileiro), gênero triplo ou generidade tripla é uma identidade de gênero de três tipos de identidade de gênero, como por exemplo masculino, feminino e não-binário, que podem estar fluindo ou não. A combinação pode incluir outros gêneros além desses, como neutrois e maverique. Ambonec é um tipo de trigeneridade. Assim como bigênero e pangênero, trigénero é um subtipo de poligeneridade.